# Protestos no Caracalpaquistão de 2022
Protestos eclodiram na região autônoma do Caracalpaquistão, no Uzbequistão, em 1º de julho de 2022, por causa de emendas propostas por Shavkat Mirzioev, o presidente uzbeque, à Constituição do Uzbequistão, que acabaria com o estatuto do Caracalpaquistão como região autônoma do Uzbequistão e o direito de se separar do Uzbequistão através de referendo. Um dia após o início dos protestos na capital caracalpaque de Nucus, o presidente Mirzioev retirou as emendas constitucionais. O governo caracalpaque disse que os manifestantes tentaram invadir prédios do governo.
Apesar das concessões feitas pelo governo uzbeque para preservar a autonomia do Caracalpaquistão, os protestos continuaram crescendo, resultando no bloqueio da internet em todo o Caracalpaquistão em 2 de julho, e o presidente Mirzioev declarando estado de emergência na região.

## Antecedentes
O Caracalpaquistão é uma república autônoma localizada no oeste do Uzbequistão e é o lar dos étnicos caracalpaques, os povos de língua turca pertencentes às línguas quipechaques, que somam apenas aproximadamente 752 000 ou 2,2% da população do Uzbequistão. Ao longo da história, o território do Caracalpaquistão esteve sob o controle de vários impérios antes de formar sua própria identidade atual por volta do século XVII como uma confederação separada de tribos nômades inicialmente pertencentes ao Canato Cazaque, resultando assim em caracalpaques tendo laços culturais mais estreitos com os cazaques em termos de costumes, cultura material e língua contrária aos uzbeques.
Após o estabelecimento da União Soviética, o processo de delimitação de fronteiras ocorreu sob Josef Stalin na Ásia Central pelas organizações comunistas locais sob a influência de intelectuais nacionalistas étnicos e foi feito com base em dados do censo czarista tardio e do início soviético. À medida que novas fronteiras eram traçadas, o bilinguismo e as identidades multinacionais nas áreas eram comuns, enquanto as divisões de idioma e etnia eram frequentemente vistas pela divisão política urbano–rural. O Oblast Autônomo de Caracalpaque foi formado em 1925 dentro da República Autônoma Socialista Soviética Cazaque e foi transferido para a República Socialista Federativa Soviética da Rússia, onde em 1932, tornou-se a República Socialista Soviética Autônoma de Caracalpaque e foi totalmente integrada à República Socialista Soviética Uzbeque em 1936, mantendo o status quo de entidade autônoma.
Em dezembro de 1990, durante a Perestroika, o Conselho Supremo da RASS Caracalpaque adotou uma "Declaração sobre a Soberania do Estado" sobre a União Soviética, que permitiu que o Caracalpaquistão ganhasse independência por meio de um referendo, enquanto a RSS Uzbeque havia declarado sua própria independência em agosto 1991 logo após a fracassada tentativa de golpe de estado soviético. Naquela época, o Caracalpaquistão foi reconhecido pelo governo central soviético com o estatuto de estado e, em novembro de 1991, Dauletbay Shamshetov foi eleito primeiro presidente do Caracalpaquistão pelo Conselho Supremo antes de finalmente deixar o cargo em Junho de 1992. Após a dissolução da União Soviética ocorrer, a República do Caracalpaquistão foi formada em janeiro de 1992, e posteriormente tornou-se uma república autônoma sob a autoridade uzbeque a adoção da Constituição do Uzbequistão em dezembro de 1992. Em 1993, um acordo interestadual de 20 anos sobre a entrada da República do Caracalpaquistão no Uzbequistão foi assinado por ambos os governos que concederam o direito do Caracalpaquistão de se separar do Uzbequistão por meio de um referendo. Quando o acordo expirou em 2013, foi em grande parte esquecido.

### Drenagem do mar de Aral
O Mar de Aral foi historicamente uma parte da cultura caracalpaque, e a região é comumente associada à sua drenagem. Como resultado da drenagem do Mar de Aral, o Caracalpaquistão tornou-se uma das regiões mais pobres do Uzbequistão, e as condições de vida pioraram como resultado da diminuição do acesso à água potável e da disseminação de doenças infecciosas. A contínua diminuição da habitabilidade do Caracalpaquistão como resultado da drenagem do Mar de Aral também causou uma diminuição significativa nas oportunidades, e muitos na região culparam a drenagem pelo agravamento da situação na região.

### Proposta de reforma constitucional
No final de junho de 2022, o presidente do Uzbequistão, Shavkat Mirzioev, propôs 170 emendas à constituição do Uzbequistão, a serem votadas em um referendo. Entre as alterações mais controversas estavam uma alteração que muda a duração de um mandato presidencial de cinco para sete anos, bem como a remoção de limites de mandatos e alterações que diminuiriam significativamente a autonomia do Caracalpaquistão, incluindo a remoção do direito de se separar do Uzbequistão por meio de referendo.

## Protestos
Em 1º de julho de 2022, milhares de pessoas protestaram contra as emendas constitucionais propostas na capital caracalpaque de Nucus, e em toda a região. A agência de notícias Turkmen.News informou que a presença da Guarda Nacional do Uzbequistão foi reforçada em duas cidades do Caracalpaquistão como resultado dos protestos. A causa de outros protestos foi relatada pela Eurasianet como sendo a prisão de Dauletmurat Tazhimuratov, advogado e jornalista caracalpaque, antes de se encontrar com pessoas em Nucus.
No dia seguinte aos protestos, Mirzioev concordou em retirar as emendas à constituição sobre a autonomia do Caracalpaquistão. Ao mesmo tempo, o governo do Caracalpaquistão afirmou que os manifestantes tentaram invadir prédios do governo. O acesso à Internet no Caracalpaquistão foi posteriormente bloqueado, e um estado de emergência foi declarado na região pelo governo uzbeque.
Em 4 de julho de 2022, o político da oposição Pulat Ahunov observou que a situação parecia ter se estabilizado após o estado de emergência e a imposição do toque de recolher pelo governo do Uzbequistão, mas simultaneamente expressou preocupações de que a agitação pudesse se transformar em um conflito étnico entre uzbeques e caracalpaques, dizendo: "No geral, acho que a situação está começando a se estabilizar, mas há outro tipo de perigo. Houve incidentes de confrontos étnicos entre os caracalpaques e os uzbeques... Não será por razões do estatuto de Caracalpaquistão, será por razões de um conflito entre os caracalpaques e os uzbeques."
Durante o fim de semana de 1 a 2 de julho de 2022, Mirzioev visitou o Caracalpaquistão duas vezes, e criticou publicamente figuras pró-governo caracalpaques por não lhe terem contado antecipadamente sobre a oposição pública às leis. Após uma reunião de 4 de julho com deputados caracalpaques, ele alegou que os líderes dos protestos tentaram tomar o controle dos prédios do governo local para obter armas, dizendo também: "Aproveitando sua superioridade numérica, esses homens atacaram a lei policiais, espancando-os severamente e infligindo ferimentos graves". De acordo com Mirzioev, ele teve uma reunião com o presidente do Conselho Europeu, Charles Michel, em que uma investigação independente sobre a agitação foi discutida. Ele mais uma vez culpou "gangues criminosas" pela violência.

### Vítimas
Houve preocupações generalizadas sobre a possibilidade de muitas vítimas resultantes dos protestos. O presidente Mirzioev admitiu que ocorreram baixas entre civis e forças de segurança, alegando que os desordeiros realizaram "ações destrutivas". Pulat Ahunov disse à Reuters que pelo menos cinco pessoas morreram.
Sultanbek Ziyayev, ministro da Saúde do Caracalpaquistão, disse que os hospitais de Nucus estavam cheios de manifestantes feridos em confrontos com as forças de segurança e que "milhares" tinham sido hospitalizados.
Em 4 de julho, o Gabinete do Procurador-Geral do Uzbequistão informou que 18 pessoas tinham sido mortas e 243 feridas em Nucus, embora os números da oposição tenham declarado que o número real é provavelmente muito maior.
Testemunhas disseram que as forças de segurança teriam disparado balas de borracha contra a multidão. Alguns relatórios, que não puderam ser verificados independentemente, disseram que os drones lançaram bombas de fumaça e gás lacrimogêneo indiscriminadamente sobre os manifestantes. As autoridades admitiram usar apenas bombas de fumaça e gás lacrimogêneo.
Um vídeo que circulou nas redes sociais supostamente mostrava uma grande quantidade de sangue na rua em Nucus. Mais tarde foi alegado pela mídia local que a cor vermelha no vídeo era o resultado de canhões de água de tintura vermelha pulverizada pela polícia. No entanto, a Anistia Internacional observou que continua impossível verificar o vídeo e se era ou não sangue, como resultado de apagões na internet. De acordo com a Reuters, os protestos foram os mais mortíferos desde o massacre de Andijã em 2005, no qual 173 foram mortos de acordo com estimativas do governo.

## Reações
- Bielorrússia – Em uma reunião que antecedeu o Dia da Independência da Bielorrússia, o presidente Alexander Lukashenko disse que estrangeiros, principalmente ocidentais, estavam desempenhando um papel nas manifestações e traçaram semelhanças entre os protestos e os distúrbios cazaques de 2022. Em referência à influência da China na região, Lukashenko afirmou: "A Ásia Central, assim como nós, está entre dois fogos: europeus e americanos de um lado e China do outro. A China está ajudando a Ásia Central a sobreviver, a resistir. Esta luta será na Ásia Central em um futuro próximo. Os sintomas disso já se tornaram evidentes."[34]
- União Europeia – A União Européia expressou sua preocupação com os eventos no Caracalpaquistão, instando todas as partes a se conterem e dizendo: "A União Européia insta as autoridades a garantir os direitos humanos, incluindo os direitos fundamentais à liberdade de expressão e liberdade de reunião, em linha com os compromissos internacionais do Uzbequistão."[35]
- Cazaquistão – O Ministério das Relações Exteriores do Cazaquistão emitiu uma declaração em apoio ao governo uzbeque. Ele disse: "Acolhemos e apoiamos as decisões da mais alta liderança do Uzbequistão para estabilizar a situação no Caracalpaquistão. Estamos confiantes de que a paz e a tranquilidade reinará no fraterno Uzbequistão na véspera do evento político mais importante - o referendo sobre as emendas à Constituição."[36]
- Rússia – O Ministério das Relações Exteriores da Rússia afirmou que o assunto era um assunto doméstico uzbeque, mas expressou confiança nas autoridades uzbeques e pediu às partes envolvidas que resolvam as preocupações por "meios legais" em vez de tumultos.[1]
- Turquemenistão – O Ministério das Relações Exteriores do Turquemenistão emitiu um comunicado dizendo que "apóia as ações oportunas e decisivas da liderança do Uzbequistão para proteger a ordem constitucional e o estado de direito no país, a segurança e a tranquilidade dos residentes".[37]